# رجل الطير المزروع
رجل الطير المزروع (الاسم العلمي:Ornithopus sativus) هو نوع من النباتات يتبع جنس رجل الطير من الفصيلة البقولية.